# Farba
Farba est une commune rurale située dans le département de Dassa de la province de Sanguié dans la région du Centre-Ouest au Burkina Faso.

## Économie
L'économie de la commune de Farba est liée à l'activité du marché.

## Éducation et santé
Le centre de soins le plus proche de Farba est le centre de santé et de promotion sociale (CSPS) de Dassa tandis que le centre médical avec antenne chirurgicale (CMA) se trouve à Réo.
La commune héberge une école primaire.